# ラウル・サラン
ラウル・アルバン・ルイ・サラン（フランス語: Raoul Albin Louis Salan、1899年6月10日 - 1984年7月3日）は、フランスの軍人。後にOASの指導者となり、1918年7月から1960年6月まで軍務にあった。

## 概要
サランの軍人としての生活はフランス植民地帝国の衰亡そのものであった。1938年3月に植民地省情報局長となり、1942年から1943年の間は特にアフリカ植民地において、ヴィシー政権側にありながら自由フランスに協力していた。その後自由フランス軍に参加し、トゥーロンの解放戦及びアルザスの戦いに参加する。1948年2月から同年4月まではインドシナ駐留軍に勤務し、ジャン・ド・ラトル・ド・タシニー元帥が死去した後、1952年1月にインドシナ極東遠征軍団司令官となる。1956年12月1日にアルジェリア駐留軍（第10軍）司令官となり、FLNを一時壊滅させた。彼は軍人としてのキャリアの中で36個の勲章を受賞し、フランス軍で最も勲章を受けた兵士であった。

## 経歴
1899年6月10日にタルヌ県ロククルブに誕生した。1917年8月にサン・シール陸軍士官学校に入学するが、下級将校の不足に伴って1918年7月にリヨン駐屯の第5植民地歩兵連隊に配属された。第11中隊の小隊長としてヴェルダンの戦いに参加して各地を転戦する。

### 戦間期
1919年5月までドイツ占領軍に勤務し、サン・シール陸軍士官学校に復学する。9月21日に正式に少尉に任官され、12月3日にモロッコ植民地歩兵連隊（現在の海兵歩兵戦車連隊）に配属される。その後レバント地方のトルコ・シリア国境地帯駐留の第17セネガル前哨兵歩兵連隊に勤務し、1921年9月11日に大尉に昇任する。そして、同年10月24日にアッカムの戦いで重傷を負う。
1922年1月25日にサランは衛生上の本国送還の対象者であったため、トゥーロンのサン＝アン病院に入院することとなった。1924年1月2日にインドシナへの勤務の求めに対して、サランは回復後に23eRICで勤務することを志願した。
1924年4月15日にグエン＝ビン（トンキン）駐屯の第3トンキン前哨兵歩兵連隊に勤務となる。12月14日にメコン川行政区長の下で行政官を委任される。当該地域は中国・ビルマ・シャムと接する政治的に微妙な地域であった（1925年4月15日 - 1928年5月26日）。1928年7月6日のハノイへ復帰の後、臨時メコン川行政区委員に任命される。1930年3月25日に大尉に昇任する。
1933年12月1日にインドシナ駐留軍の命令を受けた。1934年10月6日に再びインドシナにやってきて、トンキン地方にあるディン＝ラプの管理代表を務めながら、第19植民地混成歩兵連隊第6中隊長となる。
1937年4月8日に本国に戻ってそこで将来の妻となる女性と知り合う。9月1日に植民地省第2部（情報）部長代理となり、1938年3月22日に少佐に昇任し、植民地間情報交換部長になって、ジョルジュ・マンデル（1938年4月から植民地大臣）との日々の関係にあって親交を深める。
ドイツによる宣戦布告まで、カイロ及びハルツームにあるイタリア軍によるエチオピアの占領に対するアビシニア人抵抗グループへの援助を実行する為の秘密事務所に勤務する。

### 第二次世界大戦
1939年11月19日にパリに戻って1940年1月に第44歩兵連隊セネガル大隊長に就任し、ダンケルクの戦いにより主力が壊滅し、6月5日に大隊は第一線に立つこととなった。大隊はロワール川及びセーヌ川において遅滞行動をとり、残余部隊の後退に尽力する。7月12日の昼1時及び夜7時40分に連隊命令により武装解除が下達された。7月16日にヴィシー政権下の植民地省から分離された植民地軍総司令部に勤務し、8月21日に少佐、1941年6月25日に中佐に昇任した。
1941年9月24日にフランス領西アフリカ（AOF）に勤務者の候補に挙がる。1942年3月8日にダカールにある西アフリカ駐留軍第2部（情報）員として、本部付きのバロー将軍やアルジェ市長との面識を持つこととなる。ここで形成された人脈が後のサランにとって役立つこととなる。第2部付き中隊はセネガル・フランス領スーダン・ギニア遠征を実施し、地誌資料収集や情報網構築に寄与した。その後第3部に勤務し、1943年6月25日に大佐に昇任した。
北アフリカへの転出が決まり、1943年8月31日にアルジェに到着する。北アフリカ駐留軍第2部長に就任。情報提供協力者との接触が行われる。1944年5月30日にコルシカ駐屯の第6セネガル前哨兵歩兵連隊（6eRTS）長になる。6月16日に同部隊の閲兵の為に来隊したタシニー将軍と謁見し、これがサランとタシニーとの初会合であった。
8月19日にサランは連隊と共に連合軍に投降した。そのまま8月26日にトゥーロンの戦いに参加し、6日間の間に587名の戦死者を出す。トゥーロン戦後の、9月9日に連隊は自由フランス陸軍に正式に編入される手続きを終え、10月13日に6eRTSは、第6植民地歩兵連隊（RIC）に改名された。11月14日に6eRICは包囲戦でドイツ軍を撃滅粉砕する。11月23日に連隊は高地ライン川地方南部オー＝ラン県にあり、ドイツ軍と橋梁をめぐる激戦が繰り広げられていた。12月25日に少将に昇任し、合わせて第9植民地歩兵師団長に就任した。45歳のクリスマスプレゼントであった。
1945年1月末にコルマール包囲戦に参加を命ぜられて2月の初めに到着する。2月10日にドゴール将軍がサランに勲章を授与する為に師団を訪問し、これがサランとド・ゴールとの初会同であった。2月20日に連戦続きで消耗の激しい歩兵連隊の回復を目的として、9eDICの再編成のためにサランは第14歩兵師団への異動の命令を受け、同師団はアルザス＝ロレーヌ地方へ向かう。ドナウエッシンゲン近郊にてヨーロッパでの終戦を迎える。

### 第一次インドシナ戦争
1952年1月11日にインドシナ駐留軍司令官ジャン・ド・ラトル・ド・タシニー元帥の死去により、後任として司令官に着任する。ベトミンによるトンキン地方への攻勢を撃退した後にベトミン軍の行動に対応してラオス地方へ作戦を指向し、12月にはナサンの戦いに勝利する。ベトミン側はヴォー・グエン・ザップ将軍指導の下でラオス戦に挑み、1953年5月28日に大きな戦果を挙げることなく戦局拡大の責任を取る形での離任となってフランスへ帰還した。

### アルジェリア戦争
1956年12月24日にアルジェリア駐留第10軍司令官に就任した。当初はインドシナ戦争「敗戦司令官」であるサランに対してコロンたちは裏切り者・売国奴と見る向きがあった。1957年1月16日には第10軍本部庁舎にあるサランの執務室に向かってバズーカが撃ち込まれる事件が発生し、ロディエ大佐が死亡した。実行犯はコロン過激派であるフィリップ・カストリとミシェル・フェショであった。そしてその後援者には、ルネ・コヴァック（「フランスのアルジェリア」運動に身を投じている医者）とサランの代理を務めようとしたルネ・コニー将軍がいることが判明したが、コヴァックらが関与のした証拠は不十分であった。
同年9月30日には相次ぐコロンとFLNの間の爆弾テロ合戦はエスカレートするばかりであった。12月28日にはアルジェのアメデ・フロジェ市長が拳銃で暗殺されるに至り、1957年1月7日にラコスト総督の要請に基づき、スエズ帰りのジャック・マシュウ将軍率いる第10落下傘師団に出動を命じた。これがアルジェの戦いの始まりである。苛烈な掃討戦が終わる頃にはFLNは壊滅的打撃を受け、特にアルジェでは活動できなくなって地方でのゲリラ戦に移行した。FLNの聖域と化していたチュニジアとの国境線付近にモーリス線を設置して物資の供給を遮断した。この頃にはFLNのもとに東側諸国からの援助物資が届くようになっていた。地方においてもアルジェと同じく民間人で、特にアルジェリア人が多く犠牲となる悲惨な戦いが続くこととなった。
1958年5月の危機（アルジェ動乱）で、アルジェからド・ゴール支持を訴えた。しかし、第五共和政の初代大統領に就任した当のド・ゴールはサランと他のアルジェリア駐留軍の態度を良しとせず、12月12日に実質的に名誉職となっていたパリ軍事総督に着任することを命じられた。1960年6月10日に軍を退役した。

### 将軍達の反乱
1959年9月にド・ゴールはテレビ・ラジオを通じてFLNとの停戦・民族自決政策の支持を発表した。翌年には自身の舌禍が原因ではあるが、マシュ将軍の落下傘師団長解任事件・バリケードの1週間の失敗・コロンたちを色めき立たせる事案が立て続けに発生した。
サランはフランス官憲の監視を振り切ってスペインに亡命し、そこからアルジェへの帰還を図っていた。サランはマドリードにおいて記者会見を行い、「フランスのアルジェリア」運動の長となることを宣言して準備を開始した。OASの民間人創始者たちを意識的に忌避しつつ、アルジェリアやフランス本国の支持者達と連絡を取り合っていた。4月22日に遂にアルジェに到着したが、既に反乱の足並みは乱れ始めており、4月26日に逃亡する事態となった。

### OAS
反乱の失敗後は逃亡先にてOASと合流を果たす。そしてかつての落下傘連隊の指揮官達に指名され、エドモン・ジュオーを副指揮官としてOASの指導者となり、FLNやド・ゴール派の要人に対するテロがフランス本土全域にまで広がる事態となった。エビアン会談そしてエビアン協定を阻止すべくド・ゴール本人だけでなくアルジェリアの一般市民まで犠牲になるようになっていた。サランはこのような行為に対し激怒し、末端部隊の暴走を止めようとするが、既に組織は分裂状態にあった。
状況は救いようの無いところにまで悪化しており、ポルトガルへの亡命を勧められたがこれを固辞した。1962年3月25日にジュオーが逮捕され、4月20日に遂にサランも逮捕される。
1962年5月23日に高等軍事裁判所においてジュオーと共に死刑が言い渡されるも、5月27日にドゴールによって法廷の解散を伴う評決が出た為無期刑扱いとなった、12月8日にサランとジュオーは他の反乱参加者達とは別にされチュール刑務所へ収監されることとなる。これは同じ監獄に収容した場合、「フランスのアルジェリア」運動を再開させかねない懸念があったためである。

### その後
1968年6月に恩赦となり、チュール刑務所の受刑者の中で最後に出所した。1970年から1974年にかけてサランが軍務に服していた期間（1917年8月 - 1960年6月）について著述し、1975年に「帝国の終わり」と題して発表した。1982年11月に議会によって恩赦特別法が可決されて恩赦となり、名誉回復がなされる。1984年5月10日に病気のため陸軍病院に入院したが、同年7月3日にパリにて85歳で死去した。